# Saint-Rabier
Saint-Rabier är en kommun i departementet Dordogne i regionen Nouvelle-Aquitaine i sydvästra Frankrike. Kommunen ligger i kantonen Terrasson-Lavilledieu som tillhör arrondissementet Sarlat-la-Canéda. År 2022 hade Saint-Rabier 560 invånare.

## Befolkningsutveckling
Antalet invånare i kommunen Saint-Rabier
Referens:INSEE